# マルコ・ツィーシグ
マルコ・ツィーシグ（Marco Zwyssig、1971年10月24日 - ）は、スイス・ザンクト・ガレン出身の元同国代表サッカー選手。現役時代のポジションはDF。

## 略歴
地元ザンクト・ガレンのアマチュアクラブであるFCゴッサウでキャリアをスタートさせ、1996年にFCザンクト・ガレンへ移籍した。移籍後の1997年8月6日、スロベニア代表との親善試合にてスイス代表デビューも経験した。1999-00シーズンにクラブのナツィオナール・リーガA優勝に貢献すると、2001年の夏にオーストリアのFCティロル・インスブルックへと引き抜かれ、加入1シーズン目にリーグ優勝を果たした。ティロル・インスブルックを1シーズンで退団後に加入したFCバーゼルでは、4シーズン後の2004-05シーズンに引退するまで合計5つのタイトル獲得を味わった。また、バーゼル在籍中に開催されたUEFA EURO 2004にはスイス代表の一員として参加したが、自身の出場機会は訪れなかった。
現役引退後はスイスサッカー協会の役員としてサッカーに携わっている。